# Абсем
Абсем (или по картам Генштаба Хабсгейм, фр. Habsheim [apsaim]) — коммуна на северо-востоке Франции в регионе Гранд-Эст (бывший Эльзас — Шампань — Арденны — Лотарингия), департамент Верхний Рейн, округ Мюлуз, кантон Риксайм. До марта 2015 года коммуна являлась административным центром одноимённого упразднённого кантона (округ Мюлуз).
Площадь коммуны — 15,63 км², население — 4684 человека (2006) с тенденцией к росту: 4944 человека (2012), плотность населения — 316,3 чел/км².

## Население
Численность населения коммуны в 2011 году составляла 4865 человек, а в 2012 году — 4944 человека.
| 1962 | 1968 | 1975 | 1982 | 1990 | 1999 | 2005 | 2006 | 2010 | 2011 | 2012 |
| ---- | ---- | ---- | ---- | ---- | ---- | ---- | ---- | ---- | ---- | ---- |
| 2124 | 2207 | 2560 | 3644 | 3799 | 4313 | 4685 | 4684 | 4865 | 4865 | 4944 |

Динамика населения:

## Экономика
В 2010 году из 3260 человек трудоспособного возраста (от 15 до 64 лет) 2443 были экономически активными, 817 — неактивными (показатель активности 74,9 %, в 1999 году — 72,5 %). Из 2443 активных трудоспособных жителей работали 2257 человек (1186 мужчин и 1071 женщина), 186 числились безработными (91 мужчина и 95 женщин). Среди 817 трудоспособных неактивных граждан 266 были учениками либо студентами, 302 — пенсионерами, а ещё 249 — были неактивны в силу других причин.
На протяжении 2011 года в коммуне числилось 2070 облагаемых налогом домохозяйств, в которых проживало 4838,5 человек. При этом медиана доходов составила 24633 евро на одного налогоплательщика.

## Достопримечательности (фотогалерея)

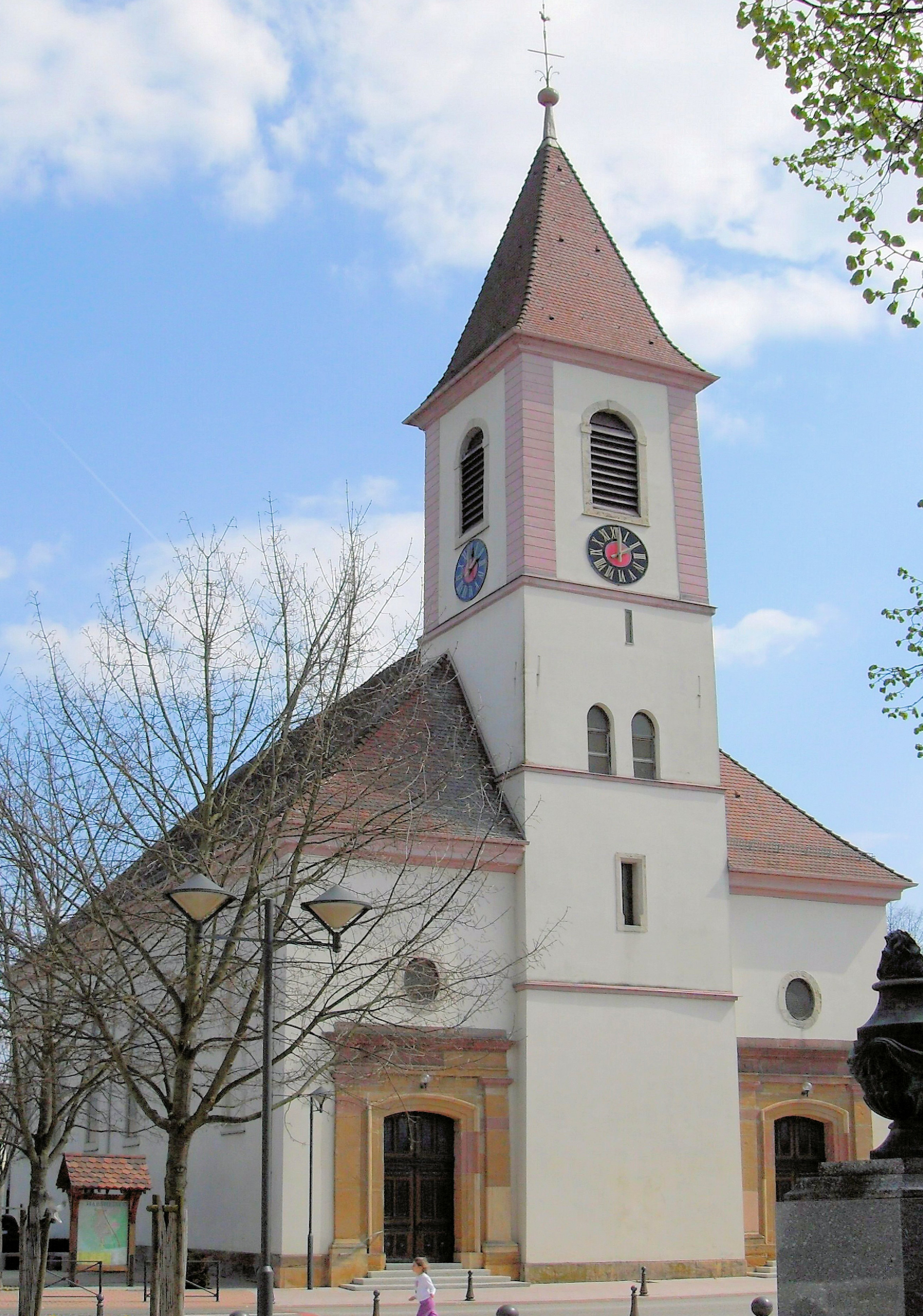
Церковь Сен-Мартен
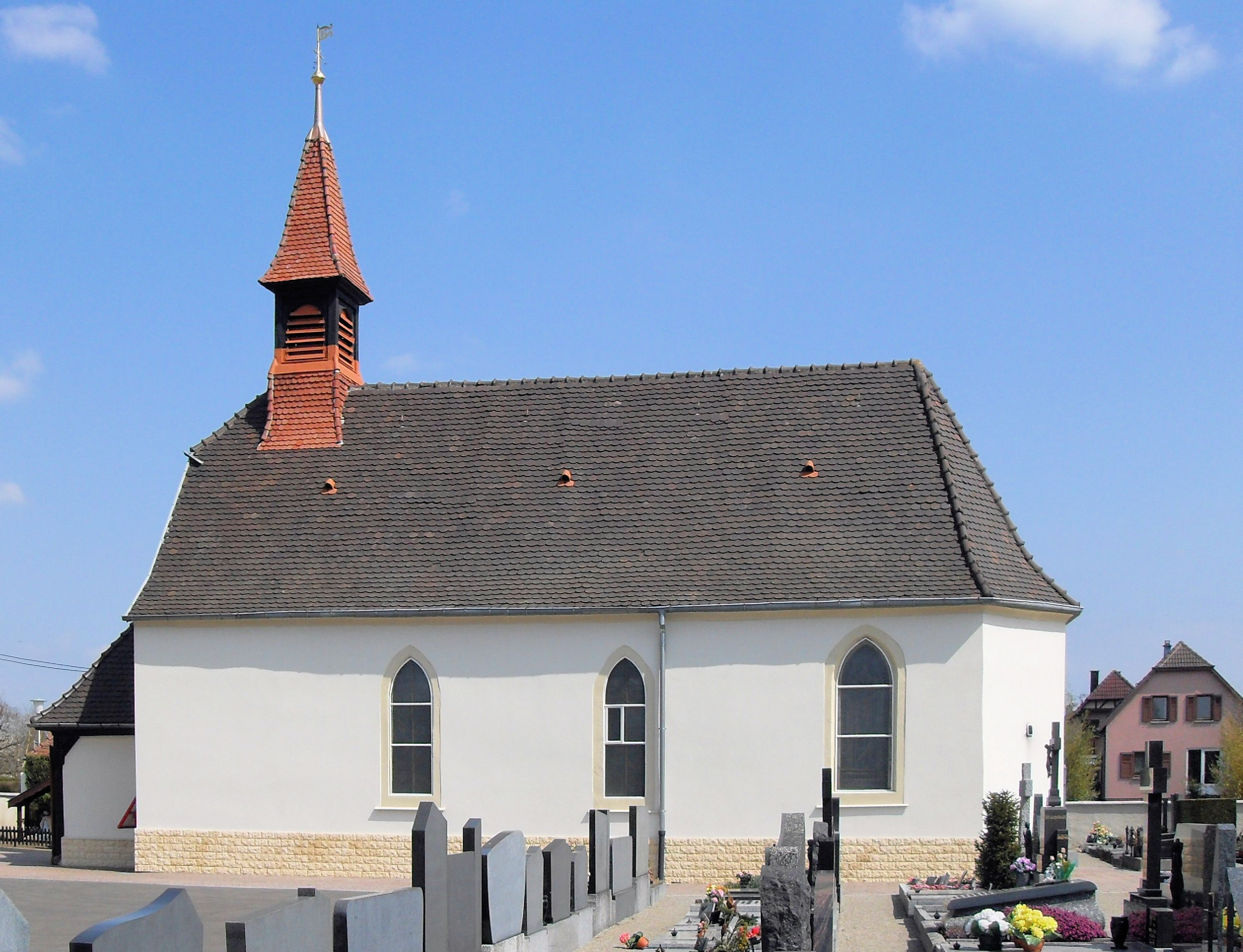
Церковь